# آمالیا هاروتیونیان
آمالیا هایکی هاروتیونیان (ارمنی: Ամալյա Հայկի Հարությունյան؛ انگلیسی: Amalya Harutyunyan; ۱۹۳۳ – ۱۹۹۷) یک سیاستمدار اهل ارمنستان بود.

## زندگی‌نامه
وی در ۱۹۳۳ در سوکار به دنیا آمد . وی همچنین برندهٔ جوایزی همچون قهرمان کار سوسیالیست (۱۹۸۱)، نشان پرچم سرخ کار (۱۹۷۱) و نشان لنین (۱۹۷۶; ۱۹۸۱) شده است. وی در ۱۹۹۷ در سن ۶۴ سالگی در گیومری درگذشت.

## یادداشت
1. ↑  ԽՍՀՄ գերագույն խորհրդի պատգամավոր